# Alcindo
Pour le footballeur né en 1967, voir Alcindo (football, 1967).
Alcindo Martha de Freitas, dit Alcindo, né le 31 mars 1945 à Sapucaia do Sul au Brésil et mort le 27 août 2016 à Porto Alegre (Brésil), est un footballeur international brésilien, qui évoluait au poste d'attaquant.

## Biographie

### Carrière en club
Avec l'équipe de Grêmio, il remporte six championnats du Rio Grande do Sul. Avec le club de Santos, il remporte un championnat de São Paulo.
Avec l'équipe mexicaine du Club América, il gagne un championnat du Mexique et une Supercoupe du Mexique. Il inscrit 20 buts dans le championnat mexicain lors de la saison 1975-1976.

### Carrière en sélection
Avec l'équipe du Brésil, il joue 7 matchs et inscrit un but entre 1966 et 1967. 
Il figure dans le groupe des sélectionnés lors de la Coupe du monde de 1966. Lors du mondial organisé en Angleterre, il joue deux matchs : contre la Bulgarie et la Hongrie.

## Palmarès
| Grêmio - Championnat du Rio Grande do Sul (6) : - Champion : 1964, 1965, 1966, 1967, 1968 et 1977. |  | Santos - Championnat de São Paulo (1) : - Champion : 1973. |

 Club América
- Championnat du Mexique (1) :
  - Champion : 1975-76.

- Supercoupe du Mexique (1) :
  - Vainqueur : 1976.